# Les Trois Mousquetaires (réseau)
Pour les articles homonymes, voir Les Trois Mousquetaires.
Le réseau Les Trois Mousquetaires est un réseau belge de résistants actifs dans le renseignement et le sabotage durant la Seconde Guerre mondiale.

## Historique

### Fondation et fonctionnement
Le Réseau « Les Trois Mousquetaires » est un secteur autonome du Service de renseignement Zéro. Sa fondation est estimée fin août 1940 par Monsieur René Watteau « Athos », Monsieur Ernest Havaux « Aramis » et le Commandant Joseph Eglem « Porthos ». Lors de leur rencontre à une réunion de la fraternelle du 38e de ligne, ces trois chefs sont déjà engagés dans la Résistance et à la tête de groupes qu’ils décident de rassembler en une organisation plus importante. « Athos » en devient le coordonnateur, « Aramis » gère les activités du renseignement et « Porthos » les activités de sabotage. Une seconde réunion est organisée dans la foulée avec leurs agents respectifs dont Léon Fynaut, Edouard Baillon « Dédé », Jacques Storck « Jaguar » auxquels on donne les directives.
Les Trois Sections
- Athos

E.M. : René Watteau,
- Aramis

E.M. : Ernest Havaux, Willy Manderveld « Lenglet », Jean Pirnay, François Cleiren, Léon Fynaut, Max della Faille d’Huysse
- Porthos

E.M. : Commandant Joseph Eglem, Edouard Cousin, Capitaine Julien Lincé « PK7 », Jacques Storck« PK17 », Jules Waroquet
Des liaisons sont faites avec d’autres groupements de résistance via leurs contacts de la Légion belge : le Colonel Camille Mardulier mais surtout le Lieutenant Richard Defroyennes, un des adjoints du capitaine-commandant BEM Charles Claser. Et à peu près à la même époque avec le colonel BEM Robert Lentz de l'Armée belge reconstituée (dite aussi réorganisation de l'armée).
Quant à l’acheminement du courrier il se fait par Fernand Kerkhofs via Maria Vignol une agent d’Havaux mais aussi via la Ligne Comète via André Baillon et Denise Maret. Le réseau fonctionne bien en autonomie mais cherche des contacts plus directs avec Londres pour faire passer des renseignements de valeur. René Watteau est donc à la recherche d’une liaison radio qu’il finit par trouver via l’agent parachutiste le Père Robert Jourdain alias « Raymond » qui le met en contact avec Jean Scohier (mission Conjugal) et le marconiste Adolphe Lheureux d’autres agents parachutistes envoyés par Londres en 1941. Scohier est également directement lié au Service de renseignement Zéro.
Les renseignements du groupe sont vraiment impressionnants grâce à l’efficacité de nombre de leurs agents et plus spécialement les groupes Lincé « PK7 », Fynaut et Manderveld « Lenglet » ce dernier recruté en mars 1941.
Les directives de Londres sont transmises par Scohier au commandant Eglem.

### Arrestations
Une première vague d’arrestation en mars 1942. Le 18 mars 1942 sont arrêtés Jean Hoffman, Marcel Leclercq, Louis Henry … et quelques jours plus tard c’est le tour d’Edouard Baillon.
En fait, le réseau est infiltré par notamment Victor Demets « Vox » un belge à la solde de la Sipo (Sicherheitspolizei). Edouard Cousin, prêtre catholique, très bon agent d’Eglem en rapport avec Mr De Jongh par l’intermédiaire du traître qui les dénonce. Le prêtre est arrêté le 4 juin 1942. Il dénonce également Ernest Havaux, arrêté le 2 juin 1942, Maria Vignol et Ferdinand Golart « millimetre »
L’hécatombe, Joseph Eglem arrêté le 13 juillet 1942, Julien Lincé le 15 octobre 1942, Jacques Storck le 9 octobre 1942, Henri Michelli le 6 mai 1942 dépisté par Florentine Giralt, René Watteau le 26 octobre 1942 et le Lieutenant Richard Defroyennes arrêté à Nancy le 4 novembre 1942 et de très nombreux autres agents.
Willy Manderveld arrive à s’enfuir en Angleterre en juin.

## Renseignements et Actions

### Renseignements[1]
- Plans et leurs suivis des plaines d’aviation d’Evere, Melsbroeck, Beauvechain, Brustem, Ostende, et Courtrai … ainsi que leurs opex (opérations extérieures)
- Plan de l’atelier de réparation, dépôt d’appareils de signalisation … Casernes d’Etterbeek (bombardé en septembre 1942)
- Plan des établissements Doyen à Haren (Bruxelles) (réparation et banc d’essai moteur d’avion)
- Plan et photos du système défensif de la côte
- Plans des centrales électriques Jupille, Schelle …
- Plan des pièces d’artillerie au Cap Gris-Nez
- Plans d’usines Gevaert, Ougrée-Marihaye …
- Plans de dépôts de munitions de Dorzée qui fournit le champ d'aviation de Chièvres, …
- Modèles d’armes nouvelles, station de radio, projecteurs …
- Trafic ferroviaire de Mouscron, Charleroi, Louvain, …
- Trafic fluvial, routier de Liège …
- Pièces d’un nouveau modèle de chasseur Messerschmitt

### Actions[1]
En liaison avec d’autres réseaux
- Mission Conjugal via Jean Scohier contact Ernest Havaux, René Watteau[1].
- L’organisation Portemine plus exactement Pavot via Monsieur Albert Meeus contact Julien Lincé[1].
- Le réseau Athos
- Le Groupe G via Max Cosyns contact Jacques Storck
- Les Partisans Armés via Max Cosyns contact Jacques Storck
- Les Insoumis (résistance) via Jacques Storck, Julien Kemel, Pierre Duprez, Jules Waroquet, Elisabeth Porchez, Marguerite Blockx, Richard Braibant, Paul Gelenne, Jean Hasaert[3]…
- La Ligne Comète contacts Edouard Cousin, Denise Maret.
- Les marconistes Adolphe Lheureux, Jean Hoffman, Marcel Leclerq